# Contea di Hanover
La contea di Hanover (in inglese Hanover County ) è una contea dello Stato della Virginia, negli Stati Uniti. La popolazione al censimento del 2000 era di 86 320 abitanti. Il capoluogo di contea è Hanover.